# Temnikovskij rajon
Il Temnikovskij rajon (in russo Темниковский район?) è un municipal'nyj rajon della Repubblica Autonoma di Mordovia, nella Russia europea; il capoluogo è Temnikov. Istituito nel 1928, ricopre una superficie di 1.936,8 chilometri quadrati e nel 2010 ospitava una popolazione di circa 17.000 abitanti.